# Вурденсе-Верлат
Вурденсе-Верлат (нід. Woerdense Verlaat) — село в нідерландській провінції Південна Голландія. Входить до муніципалітету Нюкоп. Його населення станом на 2001 рік складало 303 осіб.

## Галерея
|                           |
| Гавань у Вурденсе-Верлаті |

|               |
| Вітряк у селі |